# Mitra earlei
Mitra earlei is een slakkensoort uit de familie van de Mitridae. De wetenschappelijke naam van de soort is voor het eerst geldig gepubliceerd in 1977 door Cernohorsky.